# Lynn Barber
Lynn Barber (...) è una truccatrice statunitense.
Ha vinto l'Oscar al miglior trucco nel 1990 per la pellicola A spasso con Daisy, insieme con Manlio Rocchetti e Kevin Haney. Per la televisione ha anche curato il trucco in Savannah e Arrested Development.

## Filmografia
- CBGB (2013)
- Red Dawn (2012)
- Beverly Hills Chihuahua (2008)
- Georgia Rule (2007)
- The Dead Girl (2006)
- Silver City (2004)
- Il ladro di orchidee (2002)
- Donnie Darko (2001)
- Vertical Limit (2000)
- Cielo d'ottobre (1999)
- A spasso con Daisy (1989)